# Петротрест (футбольний клуб)
Футбольний клуб «Петротрест» або просто «Петротрест» (рос. Футбольный клуб «Петротрест») — російський футбольний клуб з міста Санкт-Петербург.

## Історія
Клуб «Петротрест» створений 15 грудня 2001 року будівельною компанією «Петротрест», що й відбилося в назві. Починаючи з 2005 року колектив мав фінансові проблеми, і тоді вперше пролунали ідеї про об'єднання «будівельників» з петербурзьким «Динамо», яке втратило в 2004 році професіональний статус. У 2006 році генеральний директор клубу Владислав Алексєєв повідомив про підготовку до вступу «Петротреста» в ВФСТ «Динамо». З березня 2007 року клуб почав виступати під назвою «Динамо». Таким чином, колектив «будівельників» розформовали вперше.
У листопаді 2010 року повідомили про намір президента клубу Леоніда Цапу відродити «Петротрест», підготовці документів для участі у Другому дивізіоні й запрошенні на пост генерального директора клубу колишнього гендиректора петербурзького «Динамо» Юрія Ананьєва. Головним тренером команди 24 січня 2011 року призначили Леоніда Ткаченка. Його помічниками стали Андрій Кондрашов та Олександр Помазун.
2 квітня 2013 року оголосили, що починаючи з сезону 2013/14 років протягом трьох років команда знову буде виступати під назвою «Динамо». Як підсумок, клуб будівельної компанії знову розформували, а на його базі створили новий.
26 червня 2015 року оголосили, що «Динамо», створене на базі «Петротреста», припинило існування. Компанія та однойменна команда остаточно відмовилися від клубу «Динамо» та бренду спортивного товариства.
У травні 2018 року «Петротрест» виключений з-поміж членів Російського футбольного союзу.

## Статистика виступів
| Сезон     | Змагання                      | Місце                         | Іг                            | В                             | Н                             | П                             | М                             | Тренер                                                    | Примітки                      |                               |
| --------- | ----------------------------- | ----------------------------- | ----------------------------- | ----------------------------- | ----------------------------- | ----------------------------- | ----------------------------- | --------------------------------------------------------- | ----------------------------- | ----------------------------- |
| 2002      | КФК, Північний-Захід          | 2                             | 20                            | 14                            | 3                             | 3                             | 35-13                         | Євген Харлуков, Сергій Веденєєв                           | Перейшов у Першість ПФЛ       |                               |
| 2003      | Другий дивізіон, зона «Захід» | 3                             | 36                            | 17                            | 10                            | 9                             | 40-31                         | Юрій Морозов, Михайло Бірюков                             |                               |                               |
| 2004      | Другий дивізіон, зона «Захід» | 2                             | 32                            | 19                            | 6                             | 7                             | 52-26                         | Сергій Веденєєв                                           | Перейшов у Перший дивізіон    |                               |
| 2005      | Перший дивізіон               | 21                            | 42                            | 7                             | 5                             | 30                            | 37-107                        | Володимир Козачонок, Павло Гусєв                          | Виліт у Другий дивізіон       |                               |
| 2006      | Другий дивізіон, зона «Захід» | 15                            | 34                            | 10                            | 4                             | 20                            | 47-60                         | Павло Гусєв, Сергій Дмитрієв                              |                               |                               |
| 2007—2010 | Виступав під назвою «Динамо». | Виступав під назвою «Динамо». | Виступав під назвою «Динамо». | Виступав під назвою «Динамо». | Виступав під назвою «Динамо». | Виступав під назвою «Динамо». | Виступав під назвою «Динамо». | Виступав під назвою «Динамо».                             | Виступав під назвою «Динамо». | Виступав під назвою «Динамо». |
| 2011/12   | Другий дивізіон, зона «Захід» | 1                             | 45                            | 27                            | 12                            | 6                             | 80-27                         | Леонід Ткаченко                                           | Перейшов у ФНЛ                |                               |
| 2012/13   | ФНЛ                           | 12                            | 32                            | 10                            | 5                             | 17                            | 28-43                         | Леонід Ткаченко, Сергій Дмитрієв (в. о.), Борис Журавльов |                               |                               |
| 2013—2015 | Виступав під назвою «Динамо». | Виступав під назвою «Динамо». | Виступав під назвою «Динамо». | Виступав під назвою «Динамо». | Виступав під назвою «Динамо». | Виступав під назвою «Динамо». | Виступав під назвою «Динамо». | Виступав під назвою «Динамо».                             | Виступав під назвою «Динамо». | Виступав під назвою «Динамо». |

## Досягнення
- Другий дивізіон, зона «Захід»
  -  Чемпіон (1): 2011/12

- Зимовий кубок МРО «Північний-Захід»
  -  Володар (3): 2003, 2006, 2009

## Відомі гравці
- Владислав Дуюн
- Ігор Зазулін